# Joseph-Antoine Froelicher
Josef Anton dit Joseph-Antoine Froelicher est un architecte suisse né en 1790 et mort à Paris le 9 janvier 1866.

## Biographie
Issu d'une vieille famille de la bourgeoisie de Soleure en Suisse, Froelicher commence ses études d'architecture en Suisse. Il est reçu bourgeois de Soleure en 1809.
Puis il part pour Paris, doté d'une pension de son gouvernement pour compléter ses études. Il entre à l'école des Beaux-Arts en 1809, puis francise son nom en Joseph Antoine Frelicher, puis Froelicher.
Architecte de nombreuses familles de la haute noblesse française, il construit de nombreux châteaux et hôtels particuliers.
Monarchiste légitimiste, il devient l'architecte officiel de la duchesse de Berry, qui l'emploiera notamment dans son domaine de Rosny-sur-Seine, ce qui lui vaut de nombreuses inimitiés lors des changements de régime.
Il est le beau-père de l'architecte Clément Parent et du général Jean de Prémonville.
Entre 1832 et 1841, il réalise des aménagements au château de Suresnes du baron Salomon de Rothschild pour accueillir des serres de plantes exotiques,.
De 1826 à 1835, il est également chargé par la ville de Neuchâtel d'établir les plans et de construire le nouveau Collège latin, un bâtiment qui abrite écoles, bibliothèque et musée.
Naturalisé français en 1821, il meurt en 1866 à Paris.